# Harry Overnall
Harry Overnall est un batteur de rock.
Il fait ses débuts comme batteur du groupe de soul et rhythm and blues The Farinas, formé à Leicester (Angleterre) en 1962, qui comprenait John "Charlie" Whitney à la guitare, Tim Kirchin à la basse et Jim King au chant et au saxophone.
Après plusieurs changements de personnel, Les Farinas deviennent Family en 1967. Overnall devient ainsi le premier batteur du groupe en 1967.
Avant même la fin de l'année 1967, Overnall quitte Family, mécontent du virage qu'entreprend le groupe vers un style plus progressif. Il est immédiatement remplacé par Rob Townsend.